# Kevin Ellis (skeleton)
Pour les articles homonymes, voir Kevin Ellis.
Kevin Ellis, né le 29 juin 1973 à Dallas, est un skeletoneur américain.

## Biographie
Il a commencé au niveau international en 2000. Il a obtenu son premier podium en Coupe du monde en décembre 2002 à Lake Placid et un deuxième trois ans plus tard à Igls. Quatrième de la Coupe du monde 2005-2006, il est présent aux Jeux olympiques de Turin en février 2006, où il prend la dix-septième place. Il termine sa carrière après la saison 2008-2009.

## Palmarès

### Jeux olympiques d'hiver
- Meilleur résultat : 17e aux Jeux olympiques de Turin en 2006.

### Championnats du monde de skeleton
- Meilleur résultat : 6e en 2003.

### Coupe du monde de skeleton
- Meilleur classement général : 4e en 2006.
- 2 podiums : 2 deuxièmes places.